# ألبيرتو بوينو
ألبيرتو بوينو (بالإسبانية: Alberto Bueno)‏ (مواليد 20 مارس 1988 في مدريد - إسبانيا) لاعب كرة قدم إسباني يلعب حاليا لصالح نادي بورتو البرتغالي منذ 2015 في مركز المهاجم.

## روابط خارجية
- ألبيرتو بوينو على موقع الاتحاد الدولي (مؤرشف)  (الإنجليزية)
- ألبيرتو بوينو على موقع الاتحاد الأوربي (الإنجليزية)
- ألبيرتو بوينو على موقع قاعدة بيانات كرة القدم.إي يو (الإنجليزية)
- ألبيرتو بوينو على موقع Soccerbase.com (لاعب) (الإنجليزية)
- ألبيرتو بوينو على موقع Soccerway.com (الإنجليزية)
- ألبيرتو بوينو على موقع عالم كرة القدم.نت (الإنجليزية)
- ألبيرتو بوينو على موقع كووورة
- ألبيرتو بوينو على موقع AS.com (الإسبانية)